# Gotlandsranunkel
Gotlandsranunkel (Ranunculus ophioglossifolius) är en växtart i familjen ranunkelväxter.
Gotlandsranukeln är fridlyst sedan 1913.